# Magdalena Sánchez
María Magdalena Sánchez (Puerto Cabello, 9 de abril de 1915-Palo Negro, 18 de agosto de 2005) fue una cantante venezolana de música folclórica, conocida en su país como La Reina del Cantar Venezolano

## Biografía
Su madre y sus hermanos ―nunca conoció a su padre― fueron el factor fundamental para seguir su vocación de cantante. Durante su infancia en el litoral carabobeño participaba cantando en todos los «actos culturales» de su escuela.
En su temprana juventud participó en programas radiales de aficionados, y luego se integró al conjunto Cantaclaro, con el que se destacó principalmente en presentaciones privadas. Cantaba con una voz tan potente y melodiosa que no se sabía si era mejor cantando a capela o con los distintos grupos musicales que la acompañaron.
Luego acompañaría a los Hermanos Fernández, a Vicente Flores y sus Llaneros, y al dúo de César Espín y Ángel Guanipa. A principios de los años treinta interpretaba tangos y boleros, que eran los géneros musicales más en boga.
También cantaba guarachas, pasodobles, joropos y pasajes con la Sonora Caracas.
En 1936, con 21 años de edad, comenzó su carrera profesional, como cantante en la programación de la emisora de radio Ondas Populares, donde ganaba cinco bolívares diarios.
Cuatro años después se trasladó a Caracas ―capital de Venezuela―, para trabajar en la radio Broadcasting Caracas (que más tarde se convertiría en Radio Caracas). El conductor del programa en el que cantaba era el periodista Édgar Anzola.
En 1948 se casó. Ese año realizó una recordada presentación pública con el Nuevo Circo de Caracas en el Festival del Día Nacional de la Música.
Ingresó al plantel de Provensa, con el que se presentó en el programa de radio Cada minuto una estrella y en El carrusel de la alegría (por radio Libertador). El éxito obtenido en estos programas le sirvió para lograr un contrato en el programa El galerón premiado (del humorista Rafael Guinand, por radio Continente), donde permaneció 16 años.
Abandonó el tango y el bolero y se adentró de lleno en la música criolla venezolana.
En 1951 se hizo famosa con las canciones María Laya y Los caujaritos (con Juan Vicente Torrealba). En los años siguientes popularizó otros temas, como Barlovento, San Juan to’ lo tiene (de Eduardo Serrano), Por el camino (de José Reyna) y Canchunchu dichoso (de Luis Mariano Rivera).
En 1961 viajó a España en una gira artística que duraría dos meses y medio. A su regreso se retiró temporalmente de los escenarios por motivos de salud.
Después realizó más giras por
Colombia,
Cuba,
España,
México y
Portugal.
Magdalena Sánchez fue una de las primeras figuras en aparecer en la recién creada televisión de Venezuela, en el programa Canciones de mi tierra. Después fue llamada para El show de las doce (con Víctor Saume), y finalmente para todos los canales que salieron al aire en aquellos años. Fue la iniciadora de la «expresión corporal» como un elemento adicional y visual agregado al canto.
Magdalena Sánchez también cantó con la orquesta de Luis Alfonzo Larrain.
Participó como actriz y cantante en la película La epopeya de Bolívar (1969), donde representó a la niñera del libertador Simón Bolívar (1783-1930), quien fue personificado por el actor austriaco Maximilian Schell (1930-2014). y en la telenovela La doña (1972, con Lila Morillo  y Consuelo Chelo Rodríguez), como la cantante de cabaret.
Para el sello Discomoda (de César Roldán) grabó las famosas El mango verde (de Germán Fleitas Beroes), Tierra negra (de Ángel Custodio Loyola), La guayaba, Caminito verde y El macán, entre otros.
Fue la primera artista en utilizar la vestimenta llanera en escena, motivando con ello la práctica del uso de este traje en la mayoría de los conjuntos criollos. Fue reconocida en vida con casi todos los premios que se otorgan en Venezuela, homenajes del pueblo, instituciones públicas y privadas, entes culturales, gobernaciones, alcaldías, universidades, y el gremio artístico venezolano.
La cantante fue la iniciadora de la difusión de los compositores populares caraqueños y de otras regiones del país, como Ignacio El Indio Figueredo, Luis Mariano Rivera, Lorenzo Herrera, Carlos Bonett, Eduardo Serrano, José Reyna, José Antonio López Mata (1920-1971) y Ángel Custodio Loyola.
Ha sido reconocida como la pionera del canto popular venezolano.
Tuvo la oportunidad de compartir el escenario con Ella Fitzgerald, Amalia Mendoza, Lola Flores, Olga Guillot, Héctor Cabrera, Mario Suárez y Olga Teresa Machado ―de quien fue madrina artística―, entre otros.
En diciembre de 1999, cuando sucedió la tragedia de Vargas ―derrumbes y deslaves en los que perdieron la vida entre 16 000 y 30 000 personas―, Magdalena Sánchez vivía en Los Corales ―35 km al noreste de Caracas― y aunque salvó la vida, perdió su casa.
Subsistía con una pensión de sobreviviente legada por su esposo y un subsidio que recibía de parte de la fundación Glorias del Folklore.
En el año 2000 realizó su último trabajo discográfico, donde realizó varios dúos con grandes figuras del cantar nacional.
Entre ellas cantó Clavelito colorao. Los productores musicales decidieron dejar la obra a capela para realzar la sonoridad y la afinación perfecta de su voz.
Magdalena Sánchez murió de cáncer en su casita de Palo Negro, cerca de la ciudad de Maracay (Estado Aragua), 120 km al oeste de Caracas, el 18 de agosto de 2005, a la edad de 90 años.
Su casa en Palo Negro se convirtió en un museo donde se pueden apreciar sus premios y demás objetos que pertenecieron a la artista.

## Algunas canciones
- Ay, trigueña (joropo), de Francisco Carreño.
- Barlovento
- Canchunchu dichoso (de Luis Mariano Rivera).
- Canchunchu florido.
- Caminito verde, de Juan Briceño y Germán Fleitas Beroes.
- El gavilán (joropo).
- El llanero (joropo) de Heriberto Escobar.
- El mango verde (letra: Germán Fleitas Beroes; música: anónimo folclórico).
- El pararrayos.
- El típico (joropo), de M. A. Prestan y José Antonio López Mata.
- Las querellas de un pampero.
- La zapoara (merengue) de Francisco Carreño.
- María Laya, de Ignacio Figueredo.
- Mi morena (joropo) de Márquez Pérez.
- Noche de mar.
- Pajarrillo (joropo).[8]
- Por el camino (de José Reyna).
- Quitasueños.
- San Juan to’ lo tiene (de Eduardo Serrano).